# Vicia altissima
Vicia altissima  es una especie  de la familia de las fabáceas.

## Descripción
Vicia altissima es una planta herbácea perennifolia, trepadora, glabra. Tallos aéreos de hasta de 60 cm, procumbentes,± angulosos. Hojas 65-85 mm, pecioladas o subsentadas, con 5-6 pares de folíolos, terminadas en zarcillo ramificado; estípulas de  7 x 2 mm, lanceoladas,agudas, semihastadas, con el borde inciso-dentado; folíolos 16-26 x 6-8 mm,oblongo-elípticos u oblanceolados, obtuso-mucronados, con nerviación pinnado-reticulada. Inflorescencias pedunculadas, con  10 flores; con pedúnculo 8-11 cm, tan largo o algo más largo que la hoja axilar; pedicelos 2-3 mm. Cáliz de 7 mm, zigomorfo, subcilíndrico, con base asimétrica y boca ligeramente oblicua, glabro; tubo c. 5 mm, con 10 nervios; lóbulos desiguales, más cortos que el tubo, los superiores 0,4 mm, triangulares, agudos, los medios de 1 mm, triangulares, agudos, el inferior de  2 mm, subulado. Pétalos blanquecinos o azules; estandarte 15-18 x 10-12 mm, panduriforme, obtuso, con la lámina más larga que la uña, patente; alas 13-15,5 x 4-5 mm, con la lámina más larga que la uña; quilla 10,5-12,5 x 4-4,5 mm, recta, obtusa, con la lámina más corta que la uña. Androceo con tubo estaminal oblicuo en el extremo; anteras 0,6-0,8 mm, oblongas. Ovario glabro; estilo deprimido, con pilosidad subapical en todo su contorno y que forma un mechón más largo y denso en la cara carinal. Fruto de 35 x 5,5 mm, oblongo-elíptico, ligeramente comprimido, cortamente estipitado, glabro, con 4-6 semillas; estípite 2-3 mm. Semillas de 3,5 mm, elipsoidales, comprimidas, lisas, de color pardo rojizo o negruzco; hilo c. 2,7 mm, 1/4-1/3 del contorno de la semilla.

## Distribución y hábitat
Es una especie ruderal que se encuentra sobre margas miocénicas; hasta una altitud de 300 metros en Córcega, Cerdeña, Italia, Croacia y Norte de África. Se colectó en 1975 en una localidad de Almería (entre Cuevas de Almanzora y Huércal-Overa). 

## Taxonomía
Vicia altissima fue descrita por René Louiche Desfontaines y publicado en Flora Atlantica 2: 163. 1799.
Etimología
Vicia: nombre genérico que deriva del griego bíkion, bíkos, latinizado vicia, vicium = la veza o arveja (Vicia sativa L., principalmente).
altissima: epíteto latino que significa "la más alta".
Sinonimia:
- Vicia durandii Boiss.
- Vicia polysperma Ten.
- Vicia sylvatica var. tingitana Mart. Mart.[5][6]